# Munkholmen (Fusa)
Ne doit pas être confondu avec Munkholmen.
Munkholmen, est une île dans le landskap Sunnhordland du comté de Vestland. Elle appartient administrativement à Bjørnafjorden.

## Géographie
Rocheuse et couverte d'arbres, elle s'étend sur environ 208 m de longueur pour une largeur approximative de 148 m.